# Алікс Венс
А́лікс Венс (англ. Alyx Vance) — персонажка відеоігор серії Half-Life: Half-Life 2, Half-Life 2: Episode One, Half-Life 2: Episode Two, а також Half-Life: Alyx. Алікс є однією з головних неігрових персонажів: вона бере участь у більшості основних ігрових подій світу Half-Life 2 і супроводжує гравця в кількох її моментах, а також майже повністю проходить разом з ним перший і другий епізоди. Алікс — дочка Ілая Венса — колишнього вченого «Чорної Мези», командувача Опором, і разом з ним та іншими персонажами очолює цю організацію, що протистоїть окупації Землі Комбінатом.
Як і у випадку з іншими персонажами гри, за основу обличчя Алікс взято обличчя реальної людини — акторки Джамміль Маллен. Озвучуванням Алікс в Half-Life 2 та епізодах займалася Мерл Дендрідж.

## Створення персонажки
У ранніх версіях сюжету гри Half-Life 2 Алікс Венс замислювалася як дочка капітана Венса — персонажа, який охороняв Повітрозамінник (величезну фабрику Комбінату з переробки повітря). Але була дуже близька до іншого персонажа на ім'я Ілай, якого згодом і зробили її батьком, давши йому прізвище попередника. У Алікс був інопланетний вихованець на прізвисько Скітч, від ідеї якого відмовилися незабаром після того, як придумали робота Пса.
Розробники не хотіли, щоб Алікс була схожа на стереотипних дівчат з відеоігор, і спеціально постаралися відступити від стандартного зовнішнього вигляду подібних персонажок.
| Ліві лапки | Оригінальна модель Алікс використовувалася протягом усієї розробки, поки не настав час показати її на Electronic Entertainment Expo. Тут нам довелося переосмислити свій підхід. Гейб запитав: «Що відрізняє її від героїнь інших ігор?» На той момент відмінностей було небагато. У неї було двоколірне трико, черевики до колін, ремені, пряжки та нічого новенького. Тож за два тижні до анонсу нам довелося терміново збиратися та переробляти весь дизайн. Ми збиралися невеликою групою у вихідні і щосили думали, як зробити її несхожою на інших. Одні пропонували надіти на неї окуляри, як у Гордона Фрімена, інші — браслети, але це, слава Богу, не прижилося. Поки всі навколо сипали ідеями, я робив нариси, і врешті-решт вийшла наша Алікс: молода, хоробра дочка дослідників, яка не боялася забруднитись і задовольнялася тим, що має. | Праві лапки |

У вихідній версії Half-Life 2 Алікс була невразлива для ворогів. Пізніше це було виправлено — з'явилася ймовірність її смерті, що веде до закінчення гри. У процесі розвитку рушія Source в епізодах саме Алікс Венс більше від інших персонажів зазнавала поліпшень — таких як просунутий штучний інтелект, застосування нового методу освітлення і лицьової анімації в Half-Life 2: Episode One, а також алгоритму посадки в автомобіль в Half-Life 2: Episode Two.

## Поява в іграх

### Half-Life 2
У Half-Life 2 Алікс Венс працює на Опір, що бореться за звільнення Землі від уряду Комбінату, і намагається допомагати пригнобленим жителям Сіті 17. Разом зі своїм батьком Ілаєм Венсом, а також Айзеком Кляйнером і Джудіт Моссман, Алікс займається створенням телепортів у секретній лабораторії Кляйнера та на базі «Східна Чорна Меза». Дізнавшись про прибуття в Сіті 17 Гордона Фрімена, Алікс знаходить його і рятує від арешту патрульними Комбінату, після чого приводить до лабораторії доктора Кляйнера, де саме планується випробування нового телепорту, що з'єднує лабораторію і «Східну Чорну Мезу». Однак переправити туди вдається тільки її, оскільки телепортація Фрімена випадково порушується через втручання гедкраба, тому доводиться добиратися до лабораторії Ілая самостійно. Коли Гордон прибуває до «Східної Чорної Мези», Алікс знайомить його зі своїм роботом-охоронцем Псом, вручає йому гравітаційну гармату і вчить поводитися з нею. Незабаром базу атакують війська Комбінату, беруть у полон Ілая Венса та Джудіт Моссман і відвозять їх до в'язниці «Нова Проспект».
Алікс і Гордон різними шляхами проникають у «Нова Проспект» і дізнаються, що Моссман працювала на Комбінат і видала місцезнаходження Ілая та Фрімена. Знайшовши Ілая, Алікс вимагає від Джудіт запустити телепорт Комбінату і переправити його в лабораторію Кляйнера, проте під час перестрілки з солдатами Моссман телепортується разом з Ілаєм в Цитадель Комбінату. Скориставшись телепортом, Алікс і Гордон повертаються до Сіті 17. Алікс допомагає доктору Кляйнеру безпечно вибратися з міста, після чого разом із Фріменом проривається до Цитаделі, щоб визволити батька. Дорогою Алікс полонять солдати Комбінату. Коли Гордон проникає в Цитадель, де голова Воллес Брін намагається змусити Ілая працювати на Комбінат, шантажуючи його життям Алікс, Джудіт Моссман переходить на бік Опору та звільняє Алікс, Ілая та Гордона. Брін намагається втекти через головний телепорт Комбінату в інший світ, але Алікс і Гордон зупиняють його і знищують реактор Темної енергії, що живив телепорт. Алікс виявляється за кілька метрів від вибуху реактора, коли Гордона забирає в стазис G-мен.

### Half-Life 2: Episode One
На початку Half-Life 2: Episode One група вортигонтів переміщається на вершину Цитаделі і рятує Алікс від загибелі, після чого відводить Гордона Фрімена з-під контролю G-мена. Пізніше Алікс та її робот Пес витягують Фрімена з-під завалу біля підніжжя Цитаделі. Алікс виходить на зв'язок з батьком, який встиг вибратися з Сіті 17, і дізнається, що Цитадель незабаром має вибухнути і знищити все місто. Алікс разом із Гордоном знову повертається до Цитаделі, щоб відкласти неминучий вибух. Там Алікс проникає в базу даних Комбінату та знаходить якесь важливе повідомлення, яке Комбінат планував переправити у свій світ; також Алікс копіює на знімний носій повідомлення від Джудіт Моссман, що відлетіла в Арктику. Спільними зусиллями Алікс та Гордон вибираються із Сіті 17 поїздом. Цитадель вибухає, і їхній потяг накриває вибухова хвиля.

### Half-Life 2: Episode Two
Після знищення Сіті 17 Алікс і Гордон опиняються у лісовій місцевості за містом. На місці Цитаделі виникає формування надпорталу, через який ослаблений Комбінат готується отримати нове підкріплення. Алікс допомагає Гордону вибратися з поїзда, що зійшов з моста, і разом з ним починає подорож до бази Опору «Білий Гай», щоб передати захоплені в Цитаделі дані, які допоможуть закрити портал.
На початку шляху на Алікс нападає «мисливець» Альянсу і серйозно ранить дівчину, пронизуючи наскрізь її спину. Вортигонт, який підійшов на допомогу, не дає їй померти, підтримуючи життєві сили в ній, і разом з Фріменом вирушає в гніздо «мурашиних левів» на пошуки їхнього цілющого личинкового екстракту. За допомогою екстракту вортигонти виліковують Алікс, що перебуває при смерті (говорячи при цьому: «Втративши її, ми втратимо все!»). Після лікування на куртці Алікс залишаються сліди проколів.
Під час процесу лікування втручається G-мен. Він каже Фрімену, що, на відміну від своїх невідомих наймачів, вважає життя Алікс ще більш значущим, ніж тоді, коли він врятував його з «Чорної Мези». G-мен наказує Фрімену захищати дівчину на шляху до «Білого Гаю», а самій Алікс навіює передати її батькові послання «Будь готовий до непередбачуваних наслідків», що вона і робить після прибуття на базу, впавши на кілька секунд у транс. Ілая Венса сильно шокують ці слова; він розповідає Гордону віч-на-віч, що G-мен вже говорив їх йому багато років тому перед сумнозвісним експериментом у «Чорній Мезі». Ілай також згадує, що G-мен врятував тоді його дочку «через якісь чортові особисті міркування».
Після розшифровки послання, яке Алікс викрала з Цитаделі, з'ясовується, що Джудіт Моссман виявила в Арктиці загублений криголам «Борей», що містить на борту якусь небезпечну технологію, яку бажає отримати Комбінат. Наприкінці гри Алікс разом із Гордоном збираються вирушити на порятунок Моссман та пошуки «Борея». Коли батько Алікс вирушає проводжати їх, у вертолітний ангар вриваються Радники Комбінату і вбивають його.

### Half-Life: Alyx
18 листопада 2019 року відбувся анонс Half-Life: Alyx, приквела Half-Life 2. Головною героїнею стала Алікс. Дія розгортається між Half-Life і Half-Life 2, коли юна Алікс і Ілай Венс тільки розпочинали повстанську діяльність. Крім зброї, Алікс у грі забезпечена гравірукавичками — компактнішим аналогом гравітаційної гармати.
Протидіючи окупантам, Алікс дізнається про «Сховище», в якому перебуває вкрай важлива особа. Ілай вважає, що це Гордон Фрімен, і Алікс вирушає до «Сховища» визволити його. Коли вона після низки непередбачених відхилень від маршруту все ж дістається до «Сховища», то виявляє всередині G-мена. Дівчина просить аби він забрав з Землі Комбінат, але G-мен запевняє, що це не в його силах. Натомість він пропонує врятувати Ілая в майбутньому, показавши фінал Half-Life 2: Episode Two. Алікс погоджується і атакує гравірукавичками Радника. В результаті Ілай виживає, але Алікс зникає з майбутнього. G-мен поміщає дівчину в стазис і записує як «прийняту на роботу».

## Характеристика персонажки

### Особистість та зовнішній вигляд
У дитячі роки Алікс разом зі своєю матір'ю Азіан Венс проживала в житловому секторі дослідницького центру «Чорна Меза», як і багато родин учених, які там працювали. Під час каскадного резонансу в грі Half-Life, що зруйнував дослідницький центр і наповнив його прибульцями з Зена, мати Алікс загинула, і врятуватися вдалося лише маленькій Алікс та її батькові Ілаю Венсу, який, перебуваючи в момент катастрофи біля пульта управління, що зламався перед початком тесту, відправляє Гордона Фрімена на поверхню за підмогою. При цьому, як розкривається в Half-Life 2: Episode Two, порятунку Алікс сприяв G-мен, який вчинив так «всупереч заявам про те, що вона звичайна дитина, яка не становить інтересу».
У Half-Life 2 Алікс належить до Опору, що бореться проти інопланетної коаліції, що захопила Землю, Комбінату, і доводиться дочкою Ілаю Венсу, колишньому вченому «Чорної Мези», що нині очолює Опір. Алікс має зовнішність молодої мулатки (від змішаного шлюбу афроамериканця і азіатки) з коротким, охопленим пов'язкою чорним волоссям (кілька пасм спереду пофарбовані червоним), її вік становить 24 роки. Алікс носить легку латану скотчем куртку поверх майки з логотипом «Чорної Мези», коричневі черевики та терті блакитні джинси з поясом, обвішаним різними інструментами та кишеньковими електроприладами.

### Характер і навички
Будучи в лавах Опору, Алікс виросла сміливою та енергійною жінкою. Вірна своєму обов'язку, вона завжди досягає поставленої мети, незважаючи на небезпеку і йдучи на ризик заради спільної справи. У Half-Life 2: Episode One, наприклад, вона двічі наважується відвернути на себе та гравця увагу військ Комбінату, щоб дати решті повстанців безпечно залишити Сіті 17. Алікс тепла і дружня до людей, зокрема до свого батька, як до найдорожчої для неї людини. Вона також дуже ніжно ставиться до відданого їй механічного «вихованця» — робота на прізвисько Пес, якого зібрав і подарував їй батько, а Алікс згодом сильно модифікувала його, збільшивши силу і швидкість робота. До подій Half-Life 2 Алікс, можливо, проводила багато часу з доктором Кляйнером: на дошці в лабораторії Айзека прикріплений дитячий паперовий виріб з його зображенням і підписом «дядько Кляйнер». Незважаючи на свій доброзичливий характер, Алікс виявляє неприязнь щодо Джудіт Моссман, оскільки та ставиться до неї зверхньо. Наприкінці Half-Life 2 ворожість трохи зменшилася, коли Моссман допомогла звільнити Гордона, Алікс та її батька з полону. Алікс також має своєрідне почуття гумору. Для прикладу можна навести сцену в Episode One, коли в темряві вона почала завивати, прикидаючись зомбі, щоб налякати Гордона. Коли він помічає її, вона сміється з вигуком «Злякався!». У цьому ж епізоді був момент, коли вона вигадала відповідну назву зомбованим солдатам Комбінату — «зомбінати».
Алікс — досвідчена хакерка, що вміє зламувати та перепрограмувати комп'ютерні системи. Вона використовує пристрій, що випускає електричний імпульс для зламу комп'ютерів, електронних замків, захисних систем і перепрограмовування кульових мін та автоматичних кулеметів Комбінату, щоб вони не реагували на союзників і атакували ворогів. Алікс також має навички вченого-техніка; відомо, що вона брала участь у створенні телепортів Опору та займалася інженерними роботами у Східній «Чорній Мезі». Посилаючись на це, доктор Айзек Кляйнер каже: «Твій талант перевершує твою красу», хоча сама Алікс вважає свої можливості перебільшеними. Також Алікс дуже професійно поводиться з різними видами озброєння. При собі вона завжди має легкий пістолет-кулемет, умовно званий поза грою як «Alyx gun». Це її особиста зброя, аналогів якої у грі не зустрічається, і для гравця вона може бути отримана тільки через консоль. Протягом Half-Life 2 і епізодів Алікс також трапляється використовувати помповий дробовик Franchi SPAS-12, знаряддя Комбінату — імпульсну гвинтівку OSIPR і Снайперську гвинтівку, а також гравітаційну гармату. У Half-Life 2: Episode One і Half-Life 2: Episode Two Алікс демонструє навички рукопашного бою.

### Відносини з Гордоном Фріменом
Під час подій гри Half-Life Алікс була ще дитиною, тоді як Гордону Фрімену було 27 років. Однак, оскільки Гордон був поміщений у стазис на термін близько двох десятків років і не постарів, на момент Half-Life 2 їхня різниця в біологічному віці різко скоротилася. Хоча сам Гордон Фрімен є підкреслено ігровим персонажем, позбавленим реплік і прояви емоцій, за поведінкою Алікс можна припускати появу романтичних почуттів між ними (чи, принаймні, про почуття Алікс до Гордона). Інші персонажі також неодноразово зауважують це.
- У Half-Life 2, у главі «Східна „Чорна Меза“», коли Ілай Венс каже «Немає нічого, з чим би Гордон не впорався… Ну, хіба що з тобою», Алікс зніяковіло дорікає батькові, який потім підморгує Гордону. Наприкінці Half Life 2 Алікс залишається вражена і вдячна Гордону Фрімену за те, що хоча вони й мало знають одне одного, він, ризикуючи життям, прийшов за нею та її батьком у Цитадель.
- На початку Half-Life 2: Episode One Пес витягує вцілілого Гордона з-під завалу, і Алікс на емоціях тепло обіймає його, після чого дуже бентежиться та випускає. У розділі «На дні» Episode One герої заходять у напівзатоплену кімнату, і Алікс каже Фрімену «Пощастило тобі, у тебе є костюм. Ну і гидота ця вода!», після чого фліртуючим тоном додає «Він не розтягується на двох?».
- У розділі «Втеча з міста» Episode One Барні Калхаун, коментуючи спільну подорож Алікс і Фрімена, жартівливо каже Гордону: «Іди, Гордоне. Вона чекає на тебе. Пощастило хлопцеві!»
- У Half-Life 2: Episode Two, у розділі «На радарі» гравець у ролі Гордона Фрімена на деякий час залишає Алікс у гаражі, коли та викликається допомогти бійцю Опору відлагодити зламаний автомобіль. Гравець виходить до сусіднього приміщення і через відчинені двері може почути, як боєць запитує Алікс: «Він твій хлопець?» У цей момент двері зачиняються, і відповідь Алікс залишається невідомою.
- Коли персонажі досягають «Білого Гаю» в Episode Two (глава «Наш спільний недруг»), батько Алікс Ілай Венс, помічаючи злагодженість їхніх дій, згадує, що пригнічувальне поле, що перешкоджає статевому розмноженню людей, було відключене, і натякає, що Алікс і Гордону потрібно зробити свій внесок у спільну справу відновлення людства. Алікс трохи штовхає батька і сором'язливо закриває обличчя рукою, на що Ілай зі сміхом відповідає: «Станеш костити старого за те, що він мріє про онуків?».

## Реакція
З моменту своєї появи в Half-Life 2 Алікс Венс отримала позитивні відгуки як за свій інтелект, так і за свою зовнішність, серед інших факторів. GamesRadar назвав Алікс «Міс 2004» у статті про найсексуальніших нових персонажів десятиліття, додавши, що присудження їй цієї нагороди не зажадало дебатів серед співробітників. Вони описали її як розумну і вольову, а також «невтомно життєрадісну, веселу та доброзичливу» перед небезпекою. У 2007 році GameTrailers включив її до списку десяти кращих «геймерських краль» під номером п'ять. У 2008 році журнал Play включив її до списку своїх улюблених персонажок комп'ютерних ігор у шостому спеціальному випуску «Girls of Gaming», назвавши її «найкращою напарницею, яку міг просити Гордон Фрімен» У тому ж році CHIP назвав Алікс шостою найкращою «дівчиною ігрового світу». У своїй обкладинці 2010 року Game Informer назвав Алікс Венс однією з 30 персонажів, «які визначили десятиліття», додавши, що «в середовищі, де персонажки занадто часто існують тільки для романтичних відносин з головним героєм чоловіком, Алікс сильна, незалежна і приголомшлива, не роблячи на цьому акценту». У тому ж році UGO.com включив її під номером вісім до списку кращих «дівчат ігор», заявивши, що «в ній є щось, що робить її незабутньою», відзначивши її зв'язок з гравцем і описавши її як «симпатичну постапокаліптичну дівчинку з коротким волоссям та ставленням „не лайно“, що є рідкістю в наше століття солодощів для очей та сирних персонажів». У 2013 році Complex назвав її 31-ю найбівидатнішою героїнею в історії відеоігор, назвавши її «як і раніше однією з кращих персонажок в іграх, більш ніж через півдесятиріччя після дебюту Half-Life 2». Даррен Френич з журналу Entertainment Weekly включив її до списку «15 жінок-крутійок у відеоіграх», стверджуючи, що «головний герой Half-Life 2 — Гордон Фрімен, але якщо врахувати, що він мовчазний, як меблі з червоного дерева (і мають приблизно таку ж індивідуальність), то бійчиня опору Алікс Венс допомагає запровадити до гри таку необхідну енергію».
У 2008 році журнал Topless Robot назвав її однією з 11 «найдостойніших героїнь відеоігор», зазначивши, що хоча вона і була другорядною персонажкою, вона все одно була дуже помітною, хоча, незважаючи на свої переваги, вона відповідала кліше «героїні літнього фільму». У тому ж році видання GameDaily поставило її на 22 місце серед «50 найгарячіших ігрових крихіток». У 2009 році GamesRadar поставив її на друге місце у своєму списку семи кращих героїнь ігор зі смаком, назвавши її «паличкою-виручалочкою», охарактеризувавши її як одну з найлюдяніших жіночих персонажів відеоігор, а також включив її до списку 25 кращих нових персонажів десятиліття, знову відзначивши її рішучий настрій та приємний характер, назвавши її однією з перших неігрових персонажів, що відхилилися від стандарту. У 2010 році AfterEllen назвала її 18-м «найгарячішою» персонажкою відеоігор, а Веслі Інь-Пул з VideoGamer.com включив її до свого списку десяти кращих «захоплень відеоіграми» 2010 року, заявивши: «Алікс з Half-Life 2 була шалено реалістичною. Настільки реалістичною, що в міру розвитку відносин Гордона Фрімена з нею вона ставала все менш схожою на супутницю у відеогрі і все більш схожою на супутницю в реальному житті». У 2011 році сайт UGO.com назвав Алікс 33-ю «красунею відеоігор», заявивши, що «у Алікс є все: мізки, хороша зовнішність і пекучий характер, який може тримати на відстані всіх охочих».
Багато виданнь включили її до числа кращих неігрових персонажів (NPC) і персонажів типу «сайдкік» у відеоіграх. У 2008 році Bit-tech назвав її NPC номер один у комп'ютерних іграх усіх часів, прокоментувавши: «Що робить Алікс таким популярним персонажем другого плану, то це те, наскільки правдоподібною їй вдається бути навіть у абсолютно фантастичному світі Half-Life. Чудова анімація персонажки у поєднанні з чудовим озвученням та дотепним сценарієм створили одну з найважливіших персонажів у комп'ютерній грі за всю історію». У тому ж році Алікс, «хоробра, красива, вірна і влучна стрільчтнм», очолила список найбільших друзів в історії ігор за версією The Telegraph, додавши, що «вам буде важко не закохатися в одну з найкращих персонажів в іграх, який є чимось більшим, ніж просто нерозлучний друг». У 2011 році ScrewAttack назвав її четвертим кращим сайдкік-персонажем в іграх, тоді як Maximum PC також включили «зухвалу і запальну Алікс» в аналогічний список. У тому ж році Cheat Code Central назвав її другим найкращим помічником у відеоіграх, зазначивши, що «Алікс — не просто чудовий помічник, а й чудово реалізований персонаж». У 2013 році Хануман Велч з журналу Complex поставив Алікс на шосте місце в списку персонажів відеоігор, які заслуговують власних титулів, заявивши, що «персонажі відеоігор рідко відчували себе настільки інтуїтивними, блискуче правдивими і емоційно».
У грі BioShock Infinite 2013 супутницю персонажа Елізабет було прийнято дуже добре. «Розробники заявили, що ІІ-компаньйони не були настільки ж хороші, як Алікс Венс з Half-Life», і прагнули зробити Елізабет такою ж симпатичною та корисною, як Алікс.
У 2020 році скін, натхненний Алікс, був доданий до масової розрахованої на багато користувачів онлайн-гри Fall Guys.